# FK Banat Zrenjanin
FK Banat Zrenjanin je bivši nogometni klub iz Zrenjanina u Srbiji.

## Povijest
Klub je osnovan 2006. godine. Igrao je na stadionu Karađorđev park koji može primiti 18.700 gledatelja. U posljednjoj sezoni (2015./16.) igrao je u Srpskoj ligi Vojvodina. Najveće uspjehe klub je ostvario u srbijanskom nogometnom kupu, kada je u dva navrata došao do poluzavršnice.
Klub je nastao spajanjem FK Budućnost iz Banatskog Dvora i Proletera iz Zrenjanina. Spajanje je obavljeno 25. siječnja 2006. U sezoni 2015./16. klub je kažnjen oduzimanjem 6 bodova, te je tu sezonu završio na pretposljednjem mjestu, ispadajući iz Srpske lige Vojvodina. Pred sam početak sezone 2016./17. klub je odustao od natjecanja u Vojvođanskoj ligi Istok, te se od tada nije više ni natjecao.

### Plasmani kluba kroz povijest
| Sezona    | Liga                   | Rang | Plasman                                                |
| --------- | ---------------------- | ---- | ------------------------------------------------------ |
| 2006./07. | Meridijan Superliga    | 1.   | regularna sezona: 8. mjesto nakon playout-a: 9. mjesto |
| 2007./08. | Meridijan Superliga    | 1.   | 11. mjesto                                             |
| 2008./09. | Jelen Superliga        | 1.   | 12. mjesto                                             |
| 2009./10. | Prva liga Srbije       | 2.   | 11. mjesto                                             |
| 2010./11. | Prva liga Srbije       | 2.   | 4. mjesto                                              |
| 2011./12. | Prva liga Srbije       | 2.   | 14. mjesto                                             |
| 2012./13. | Prva liga Srbije       | 2.   | 15. mjesto                                             |
| 2013./14. | Srpska liga Vojvodina  | 3.   | 9. mjesto                                              |
| 2014./15. | Srpska liga Vojvodina  | 3.   | 11. mjesto                                             |
| 2015./16. | Srpska liga Vojvodina  | 3.   | 15. mjesto                                             |
| 2016./17. | Vojvođanska liga Istok | 4.   | odustao prije početka prvenstva                        |

### Kup natjecanja
U srbijanskom nogometnom kupu klub je imao zapaženu ulogu, stigavši dva puta do poluzavršnice nacionalnog kup natjecanja (2006./07. i 2008./09.).
| Sezona    | Uspjeh          | Rezultati |
| --------- | --------------- | --- |
| 2006./07. | poluzavršnica   | 1/16 završnice: FK Timok Zaječar - FK Banat Zrenjanin 0:1 1/8 završnice: FK Banat Zrenjanin - FK Napredak Kruševac 1:1 (8:7 nakon jedanaesteraca) četvrtzavršnica: FK Banat Zrenjanin - FK Bežanija Beograd 1:0 poluzavršnica: FK Vojvodina Novi Sad - FK Banat Zrenjanin 1:0 |
| 2007./08. | četvrtzavršnica | 1/16 završnice: FK Banat Zrenjanin - FK Sevojno 2:2 (5:4 nakon jedanaesteraca) 1/8 završnice: FK Radnički Niš - FK Banat Zrenjanin 0:1 četvrtzavršnica: FK Zemun - FK Banat Zrenjanin 1:0                                                                                     |
| 2008./09. | poluzavršnica   | 1/16 završnice: FK Banat Zrenjanin - FK Zemun 4:0 1/8 završnice: FK Javor Ivanjica - FK Banat Zrenjanin 0:2 četvrtzavršnica: FK Banat Zrenjanin - OFK Beograd 1:0 poluzavršnica: FK Banat Zrenjanin - FK Partizan Beograd 0:1                                                 |
| 2009./10. | 1/8 završnice   | 1/16 završnice: FK Radnički Svilajnac - FK Banat Zrenjanin 1:3 1/8 završnice: FK Banat Zrenjanin - FK Spartak Subotica 0:2 |
| 2010./11. | pretkolo        | pretkolo: FK Donji Srem Pećinci - FK Banat Zrenjanin 3:2 |
| 2011./12. | 1/8 završnice   | 1/16 završnice: FK Banat Zrenjanin - FK BSK Borča Beograd 2:0 1/8 završnice: FK Crvena zvezda - FK Banat Zrenjanin 1:0 |
| 2012./13. | pretkolo        | pretkolo: FK Dunav Stari Banovci - FK Banat Zrenjanin 3:1 |
| 2013./14. | 1/16 završnice  | pretkolo: FK Novi Sad - FK Banat Zrenjanin 0:0 (4:5 nakon jedanaesteraca) FK Radnički 1923 Kragujevac - FK Banat Zrenjanin 1:0 |